# موسیقی مروگی
موسیقی مروگی، مرویگی یا مورگی نوع خاصی از موسیقی است که نام خود را از شهر مرو گرفته و در قرن‌های ۱۲ و ۱۳ هجری در بخارا به وجود آمده.

## تاریخچه
مرو قدمتی دارد به قدمت تاریخ، نام آن در کتیبه‌های هخامنشی، متون یونانی، شاهنامه و دیگر منابع اسلامی بسیار آمده‌است. اسامی ای چون ام القری، مادر شهرهای عجم، مرو شایجان و شایگان نشانه اهمیت تاریخی آن است. این شهر به خاطر قرار گرفتن در مسیر تجارت شرق و غرب مهاجران بسیاری را در طول تاریخ پذیرفته‌است. با این همه در نخستین سال‌های سلطنت قاجار در پی حمالات پی در پی حاکمان منقیت بخارا مرو به کلی ویران شد و امروزه جای آن را شهر کوچکی به نام ماری در ترکمنستان گرفته‌است.

### اخراج ایرانیان
شاه مراد خان حاکم منقیت بخارا پس از ویران کردن مرو، ایرانیان مرو را به اجبار به بخارا کوچ داد اما به آن‌ها اجازهٔ ورود به بخارا را نداد. آن‌ها نیز بیرون از دروازه‌های بخارا سکونت گزیدند و کوچهٔ خاص ایرانی‌ها را بنیاد نهادند. با گذشت سال‌ها همین مردم وارد بخارا شدند و موسیقی خود را نیز وارد بخارا کردند. چون اینان از مرو آمده بودند بخاراییان به موسیقی‌شان مرویگی می‌گفتند. کم‌کم این موسیقی جای خود را در تمامی مراسم بخاراییان باز کرد. آوازخوانان مروگی بیشتر رباعیات می‌خواندند. در زمان شوروی اما این موسیقی به حاشیه رفت. در حدود سال ۱۹۵۰ میلادی دانشمند تاجیک نظام نورجانف به بخارا سفر کرده دربارهٔ مروگی تحقیق می‌کند و آثار باقی‌مانده از آن را گردآوری می‌کند. در سال ۲۰۰۶ میلادی در فیلارمونی بخارا دستهٔ موسیقی مروگی ایجاد شد. این دسته نخستین اجرایش را در شهر تاشکند انجام داده و تا به امروز به کار خود ادامه داده‌است. همچنین در زمان شوروی خوانندگان معروف تاجیک مانند شریف جورایف و عبدالله نظریف از اسلوب تحریر شده مروگی استفاده می‌کردند. امروزه نیز خوانندگان پاپ تاجیک از عنصرهای این موسیقی استفاده می‌کنند.

## ویژگی‌ها
این موسیقی بسیار شاد است. ساز اصلی این موسیقی همانند موسیقی سنتی تاجیکان دف است اما نحوهٔ سرائیدن مروگی‌خوان‌ها به موسیقی سنتی ایران شبیه‌تر است. در این موسیقی رباعیات حزن‌انگیز مردمی رفته‌رفته به بداهه‌سرایی‌های شاد تبدیل می‌شود و رقصندگان پای‌کوبان وارد می‌شوند. در گذشته رقصندگان تنها مردان جوان بودند اما امروزه تنها زنان‌اند که می‌رقصند.